# Marie Chaix (écrivaine)
Pour les articles homonymes, voir Marie Chaix (communiste), Chaix (homonymie) et Beugras.
Marie Chaix, née Marie Beugras à Lyon (Rhône) le 3 février 1942, est une écrivaine française.

## Biographie
Quatrième et dernière enfant d'Albert Beugras, bras droit de Jacques Doriot pendant l'Occupation à la tête du Parti populaire français, Marie Chaix est la sœur de la chanteuse Anne Sylvestre. Diplômée d'allemand, attachée de presse aux éditions du Seuil, elle devient la secrétaire de la chanteuse Barbara (de 1966 à 1970), à qui elle consacre une biographie publiée en avril 1986 aux éditions Calmann-Lévy.
En 1968, elle épouse le journaliste et traducteur Jean-François Chaix (1946-). Elle s'est remariée en 1992 avec l'écrivain américain Harry Mathews, dont elle est par ailleurs la traductrice. Elle a deux filles, Émilie et Léonore. Elle vit aux États-Unis depuis son remariage.

## Son œuvre
Son œuvre littéraire tourne autour du thème de la mémoire sur sa propre famille. Son premier roman Les Lauriers du lac de Constance écrit en 1974, est un récit de l'histoire de son père pendant l'Occupation allemande et ses conséquences,. Puis dans Les Silences ou la vie d'une femme (1976), elle raconte la vie et la mort de sa mère en 1971. Juliette chemin des Cerisiers en 1985 évoque le dévouement des domestiques restés au service de la famille pendant l'incarcération du chef de famille.
Pendant quinze ans, Marie Chaix ne publie rien. Son blocage est sans doute dû au décès de son éditeur et ami, Alain Oulman. Elle ne revient sur la scène littéraire qu'en 2005 avec L'Été du sureau, des « éclats de mémoires » provoqués par la séparation de sa fille aînée, Émilie, et de son gendre, l'écrivain Richard Morgiève, événement qui la renvoie à son propre divorce et à son roman familial.

## Filmographie
- En 2009, Marie Chaix prête sa voix pour Sablé-sur-Sarthe, Sarthe, un documentaire réalisé par Paul Otchakovsky-Laurens.